# 濟吉河
濟吉河（Zigi River）是東非國家坦桑尼亞的河流，位於該國東部坦噶區，河道全長約100公里，發源自烏桑巴拉山脈海拔高度1,130米處，最終在坦噶以北40公里注入印度洋。
5°2′6″S 39°6′1″E / 5.03500°S 39.10028°E